# John Clark
Pour les articles homonymes, voir John Clark (homonymie) et Clark.
 (juillet 2024).
- Si vous ne connaissez pas le sujet, laissez ce bandeau (vous pouvez alors contacter les auteurs).
- Si vous supprimez le contenu mis en cause (vous pouvez préalablement contacter les auteurs),

argumentez précisément cette suppression dans la page de discussion
(un manque de référence n'est pas un argument ; une recherche réelle de référence doit avoir été effectuée, être formellement documentée).
John Clark est un personnage des romans de Tom Clancy. Il est à la fois un espion travaillant pour la CIA et un spécialiste des opérations spéciales paramilitaires. De manière occasionnelle, il a endossé le rôle de tueur à gages travaillant (de façon évidemment secrète) pour le gouvernement américain. 

## Biographie
Américain, né dans les années 1940, le vrai nom de John Clark est John Terence Kelly. Il participe à la guerre du Viêt Nam en tant que SEAL affecté à une unité secrète, le 3rd Special Operations Group (3e SOG). Il accomplit deux missions en solitaire, l'une étant le sauvetage d'un pilote abattu en profondeur du territoire ennemi lors d'une mission qui dura 40 heures, l'autre, l'élimination d'une unité politique nord-vietnamienne (code FLEUR EN PLASTIQUE). 
Rendu à la vie civile, il devient l'époux de Patricia "Tish", qui tombe enceinte. Elle meurt dans un accident de voiture, causé par un semi-remorque. 
Peu après, John Kelly rencontre une jeune femme, Pamela Maden, qui s'avère être la victime d'un réseau de proxénétisme et de drogue. Cette dernière, traquée par une bande de mafieux, est exécutée. Par vengeance, il assassine plusieurs dealers et autres criminels pour remonter jusqu'au réseau responsable de la torture et de la mort de Pam. 
Parallèlement, il est contacté par l'armée dans le cadre d'une opération de sauvetage. Il doit effectuer une reconnaissance sur un camp de prisonniers secret au Nord Viêt Nam, où se trouve notamment le pilote Robin Zacharias, un officier du Strategic Air Command. Ce dernier est interrogé par un officier de renseignement russe, qui s'intéresse aux stratégies aériennes mises en œuvre par les États-Unis, ce qui oblige la CIA à lancer une opération d'évasion d'urgence. L'opération n'est pas menée car elle est trahie par un fonctionnaire US, mais en s'enfuyant, Clark capture l'officier russe, qui sera rendu secrètement à l'URSS en échange de la libération des prisonniers américains. 
De retour aux États-Unis, il est traqué par la police pour le meurtre de plusieurs dealeurs. Ainsi, il est arrêté par Emmet Ryan, le père de Jack Ryan, qui le relâche peu après. Après une course-poursuite en bateau, il se fait passer pour mort. Il est protégé par la CIA et il devient John Clark. Peu après, il se marie avec une infirmière, Sandy O'Toole (voir Sans aucun remords).
Il a participé à un certain nombre d'opérations clandestines peu détaillées avant de rencontrer Jack Ryan. Il a été infiltré à Téhéran à l'avance de l'opération Eagle Claw (évoqué dans Dette d'honneur). Il dit avoir eu Abou Nidal dans sa lunette de fusil mais ne pas avoir eu l'autorisation de tirer (dans Danger immédiat). Il a été instructeur au centre d'entraînement de la CIA dit « la Ferme », où il a formé Edward et Mary Patricia Foley qui serviront à la station de Moscou, traitant l'agent Cardinal (voir Le Cardinal du Kremlin) et qui deviendront par la suite respectivement directeur et directeur des opérations de la CIA (à l'époque de Rainbow Six). 
Clark est mêlé pour la première fois aux aventures de Jack Ryan lorsqu'il est officier de liaison de la CIA auprès de la France à l'occasion d'un raid de commandos français sur un camp d'entraînement du groupe terroriste Action directe en Libye (le raid est décrit dans Jeux de guerre mais la présence de Clark n'est révélée que dans Danger immédiat). 
Clark fait sa première apparition dans les romans de Tom Clancy lorsqu'il est chargé d'exfiltrer d'Estonie en sous-marin la femme et la fille du chef du KGB, Gerasimov, en même temps que ce dernier passe à l'ouest (voir Le Cardinal du Kremlin). 
Ensuite, il est chargé d'évaluer la possibilité de mener des opérations anti-drogue en Colombie. Il supervise un système d'écoute électronique qui intercepte les téléphones portables du cartel de Medellín et un commando paramilitaire de la CIA initialement destiné à surveiller les aérodromes utilisés par les trafiquants de cocaïne. Lorsque le cartel réplique en assassinant le directeur du FBI, la CIA augmente ses opérations : le commando paramilitaire est chargé de liquider les trafiquants repérés, et Clark mène l'opération « réciprocité », guidant des frappes aériennes (maquillées en camions piégés) sur les habitations des principaux leaders du cartel. Lorsque le conseiller à la sécurité nationale Cutter trahit l'équipe commando, John Clark rencontre Jack Ryan et les deux mènent une opération pour récupérer les commandos. Au passage, ils capturent le chef du cartel Ernesto Escobedo et son homme de renseignement Felix Cortez. À la fin, Clark recrute l'éclaireur des commandos, Domingo « Ding » Chavez, pour travailler avec lui à la CIA (voir Danger immédiat).
Son dossier au KGB signale qu'il opérait en Roumanie à l'époque de la chute du dictateur Nicolae Ceaușescu, sans plus de détails (évoqué dans Rainbow Six). 
Il devient le chauffeur et garde du corps de Ryan, toujours directeur adjoint de la CIA. Clark est assisté par Ding Chavez dans cette tâche. Puis, il participe à une opération d'espionnage de divers membres commerciaux japonais et capture les responsables de l'attentat nucléaire de Denver (voir La Somme de toutes les peurs)
En tant que commando, il enlève un trafiquant d'armes en Afrique. En tant qu'espion, il réactive un réseau de renseignements au Japon, mis en place par l'ex-URSS. Lorsque le Japon déclare la guerre aux États-Unis, il met en place des opérations de sabotage sur le territoire japonais. Avec l'aide de Ding Chavez, il participe à la libération de l'ancien premier ministre du Japon, Mogaratsu Koga, qui a été retenu par le nouveau régime (voir Dette d'honneur)
Il infiltre, avec Chavez, la RIU et, sur ordre de Ryan, devenu président des États-Unis, guide une bombe au laser sur le palais de l'ayatollah iranien Mahmoud Daryaei. Il devient le beau-père de Ding Chavez, qui se marie avec Patsy Clark (voir Sur ordre).
En Angleterre, il crée une force antiterroriste internationale dans le cadre de l'OTAN, avec l'aide d'un ancien officier du SAS. Cette force, du nom de Rainbow, comprend deux équipes d'intervention dont l'une (Team 2) est dirigée par Ding Chavez. John Clark participe à la supervision de plusieurs opérations, lancées contre des terroristes preneurs d'otages. Il découvre une incroyable conspiration, dont le but suprême est l'extermination de la race humaine, à l'aide d'une variante du virus Ebola à l'occasion des jeux olympiques de Sydney (voir Rainbow Six).
Il forme de futurs agents de renseignements à Langley, plus précisément à la « ferme », là où on les forme. Par la suite, il entraine les Spetsnaz en Russie. Avec une des équipes de Rainbow Six et des Spetsnaz, il tente d'anéantir le potentiel nucléaire chinois, en attaquant des silos de missiles. Il est désormais grand-père par Ding Chavez (voir L'Ours et le Dragon).
Après la fin de la présidence de Jack Ryan, la nouvelle politique de la CIA n'implique plus ses talents et il suscite la méfiance en raison de son amitié avec l'ancien président. Il est mis à la retraite mais est embauché par le Campus pour rester au service de son pays.

## Cinéma
Dans le film Danger immédiat (1994), il est incarné par Willem Dafoe.
Dans le film La Somme de toutes les peurs (2002), il est incarné par Liev Schreiber .
Il est le personnage principal dans l'adaptation cinématographique de Sans aucun remords (2021) où il est interprété par Michael B. Jordan.